# Tachysurus nudiceps
Tachysurus nudiceps es una especie de pez actinopeterigio de agua dulce, de la familia de los bágridos.

## Morfología
Cuerpo alargado, anteriormente deprimido, comprimido posteriormente, con una longitud máxima descrita de 15 cm. En la aleta dorsal tiene una espina y de 5 a 7 radios blandos, mientras que en la aleta anal tiene 18 a 20 radios blandos y aletas pectorales espinosas, margen posterior de la aleta caudal profundamente entallado; cuatro pares de barbillas en la boca, sin escamas en el cuerpo.

## Distribución y hábitat
Se distribuye por ríos y lagos del Japón (Asia). Son peces de agua dulce templada, de hábitat tipo demersal que prefiere pH ligeramente alcalino y un rango de temperatura entre 10 °C y 24 °C.